# 阿尔·米克西斯
阿方斯·K·米克西斯（英語：Alfonse K. Miksis，1928年2月2日—2012年2月4日），美国NBA联盟前职业篮球运动员。